# NGC 3804
NGC 3804 este o low-surface-brightness galaxy⁠(d) situată în constelația Ursa Mare. A fost descoperită în 1789 de către William Herschel. Se află la o distanță de 21,78 de megaparseci de Pământ.